# Múscul geniohioidal
El múscul geniohioidal (musculus geniohyoideus), és un múscul parell, petit, de forma cilindroide. Està situat per sobre del milohioidal i s'estén a dreta i esquerra de la línia mitjana, des de l'os hioide fins a la símfisi del mentó.
Per dalt, el geniohioidal s'insereix en l'espina mentoniana inferior de la mandíbula per mitjà de fibres tendinoses curtes. Des d'aquí es dirigeix obliquament cap a baix i enrere, eixamplant-se de manera gradual a mesura que se separa de la mandíbula. Finalment, queda fixat en la part mitjana de la cara anterior de l'os hioide. La seva línia d'inserció hioidal està representada per una mena d'U estesa (⊃); la concavitat, dirigida cap a fora, envolta la vora interna del múscul hioglòs. Els dos geniohioidals, estan en contacte en la línia mitjana; un interstici poc diferenciat, separa l'un de l'altre. Per sota, queden recoberts pel múscul milohioidal, i es relacionen per la seva cara superior (bucal) amb la glàndula sublingual, el genioglòs i la mucosa del sòl de la boca.
El geniohioidal està irrigat per una o dues branques de les artèries lingual i sublingual, que irriguen el múscul i la glàndula sublingual. Està innervat pel primer nervi espinal (C1) a través del nervi hipoglòs (NC XII). Les fibres procedents d'aquest nervi arriben al múscul per la seva cara profunda.
El geniohioidal té diverses accions:
- Empeny l'os hioide cap endavant i amunt,[3]:346 si es recolza com a punt fix en la mandíbula.
- Escurça el sòl de la boca –depressor de la mandíbula–, si pren per punt fix l'os hioide, prèviament immobilitzat per la contracció dels seus músculs depressors.
- Eixampla la faringe i dilata la laringe com a assistent de la respiració.[4]

## Imatges

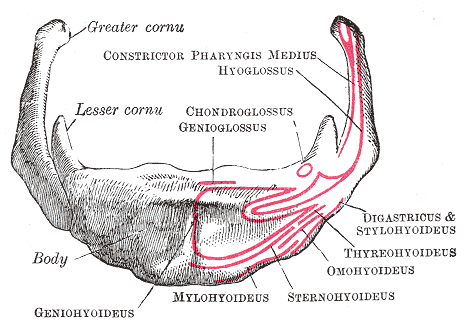
Os hioide. Cara anterior (ampliació).
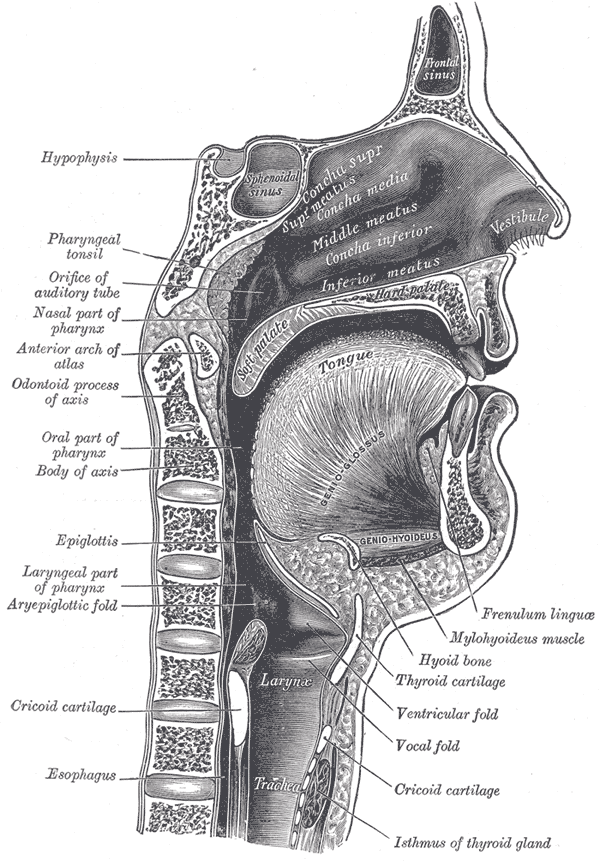
Tall sagital del nas, faringe i laringe.
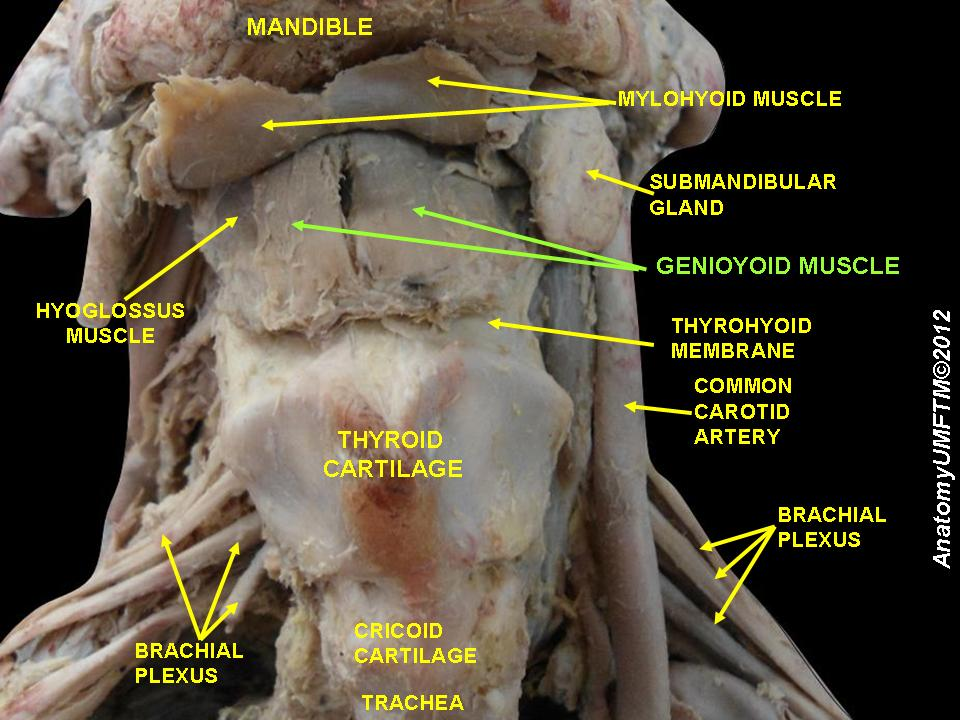
Disecció. Entre altres, el múscul geniohioidal.
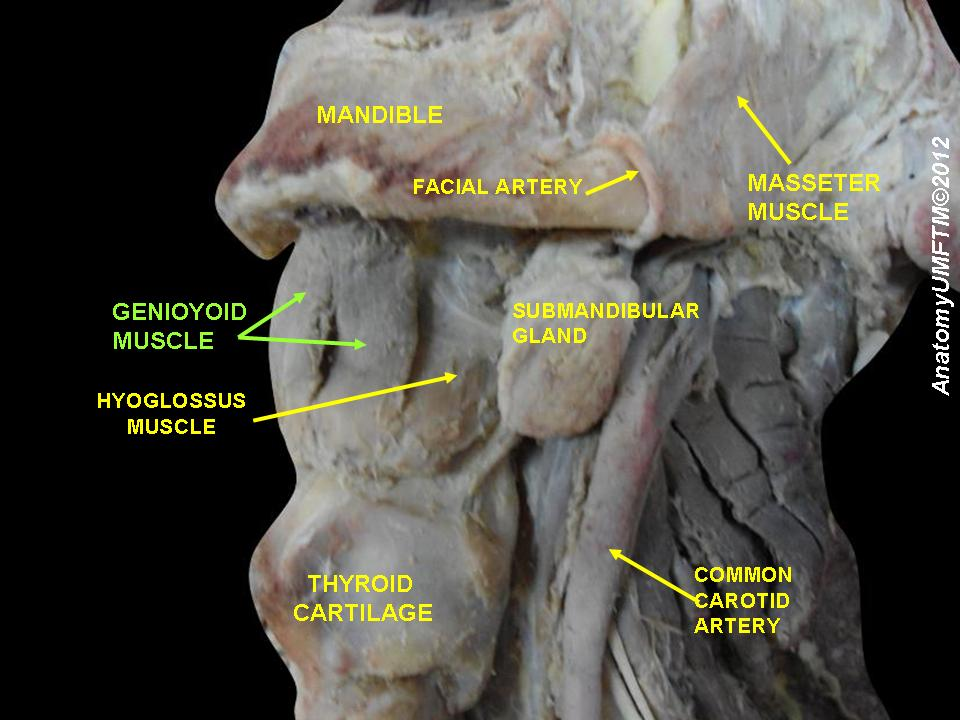
Disecció. Entre altres, el múscul geniohioidal.